# Соборний музей Мдіни
35°53′10″ пн. ш. 14°24′07″ сх. д. / 35.8860338° пн. ш. 14.4018665° сх. д.
Соборний музей Мдіни (Mdina Cathedral Museum) — це музей релігійного мистецтва, розташований всередині середньовічного міста Мдіна на Мальті. Музей розташований у будівлі в стилі бароко, яка була побудована як єзуїтська семінарія. Його можна знайти з правого боку собору Святого Павла, на площі Архиєпископа. Колекція музею включає еклектичний світський і церковний репертуар. У музеї також зберігаються різні твори мистецтва та археологічні залишки, у тому числі важливі роботи Маттіа Преті. Музей також володіє найважливішою колекцією музики італійського бароко, яка збереглася на південь від Неаполя.

## Історія
У 1592 році великий магістр кардинал Юг де Вердал і єпископ Томазо Гаргалло отримали задачу про заснування єзуїтського семінарії на Мальті. У 1616 році єпископ Бальтасар Каглярес відкрив семінарію в Мдіні, прийнявши 12 учнів, які вивчали різні предмети за рахунок самого єпископа. Однак до 1681 року Мдінський семінар припинив роботу. У 1703 році Коко Памлієрі ухвалив акт заснування нової семінарії в Мдіні. Поточна будівля семінарії, тепер Кафедральний музей, була збудована у 1733 році за підтримки єпископа Поля Альферан де Бюссана. Спочатку створений для навчання священників, семінарія була перенесена до Валетти в 1723 році. Мдінська семінарія була урочисто відкрита в 1742 році.
У 19 столітті єпископ Пасе Форно переніс семінарію до Флоріани в 1858 році і будівлю почали використовувати по-різному. Вона служила штаб-квартирою британської армії під час Кримської війни і Першої світової війни, переживаючи кілька перебудов та доповнень. У 1912 році будівля функціонувала як сховище, а пізніше, знову як семінарія близько 1919 року. У 1940-х в ній проживали монахині та невелика школа, яка в той же час виступала як місце для відпочинку. Ідея створення музею виникла в 1949 році. Соборний музей відкрили в 1969 році.
У 1992 році була відкрита зала доктора Джона А. Каучі, де була представлена колекція картин. Пізніше, у 2008 році значна колекція старовинного срібла була пожертвована музею. У 2010 році були відкриті додаткові кімнати для експонування різних скарбів, включаючи "Апостолато" Антоніо Аррігі та артефакти з Церкви святих душ у Валлетті.